# Championnat d'Estonie de football
Le championnat d'Estonie de football (estonien : Meistriliiga)  a été créé en 1921. Arrêté par la Seconde Guerre mondiale en 1940, le championnat d'Estonie reprit en 1945 en tant que partie de l'URSS. Le championnat d'Estonie, en tant que nation indépendante, reprit en 1992, lors de l'indépendance recouvrée.

## Palmarès

### Entre-deux guerres (1921-1940)
- 1921 : Sport Tallinn
- 1922 : Sport Tallinn
- 1923 : Tallinna Kalev
- 1924 : Sport Tallinn
- 1925 : Sport Tallinn
- 1926 : Tallinna Kalev
- 1927 : Sport Tallinn
- 1928 : Tallinna Kalev
- 1929 : Sport Tallinn
- 1930 : Tallinna Kalev
- 1931 : Sport Tallinn
- 1932 : Sport Tallinn
- 1933 : Sport Tallinn
- 1934 : Estonia Tallinn
- 1935 : Estonia Tallinn
- 1936 : Estonia Tallinn
- 1937-1938 : Estonia Tallinn
- 1938-1939 : Estonia Tallinn
- 1939-1940 : Olümpia Tartu

### Période soviétique (1945-1991)
Pendant cette période le championnat d'Estonie est considéré comme un championnat régional.
- 1945 : Dünamo Tallinn
- 1946 : BL Tallinn
- 1947 : Dünamo Tallinn
- 1948 : Balti Laevastik Tallinn
- 1949 : Dünamo Tallinn
- 1950 : Dünamo Tallinn
- 1951 : Balti Laevastik Tallinn
- 1952 : Balti Laevastik Tallinn
- 1953 : Dünamo Tallinn
- 1954 : Dünamo Tallinn
- 1955 : Tallinna Kalev
- 1956 : Balti Laevastik Tallinn
- 1957 : Kalev Ülemiste
- 1958 : Kalev Ülemiste
- 1959 : Kalev Ülemiste
- 1960 : Balti Laevastik Tallinn
- 1961 : Kalev Kopli
- 1962 : Kalev Ülemiste
- 1963 : Tempo Tallinn
- 1964 : Norma Tallinn
- 1965 : Balti Laevastik Tallinn
- 1966 : Balti Laevastik Tallinn
- 1967 : Norma Tallinn
- 1968 : Balti Laevastik Tallinn
- 1969 : Dvigatel Tallinn
- 1970 : Norma Tallinn
- 1971 : Tempo Tallinn
- 1972 : Balti Laevastik Tallinn
- 1973 : Kreenholm Narva
- 1974 : Baltika Narva
- 1975 : Baltika Narva
- 1976 : Dvigatel Tallinn
- 1977 : Baltika Narva
- 1978 : Dünamo Tallinn
- 1979 : Norma Tallinn
- 1980 : Dünamo Tallinn
- 1981 : Dünamo Tallinn
- 1982 : Tempo Tallinn
- 1983 : Dünamo Tallinn
- 1984 : Estonia Jõhvi
- 1985 : Kalakombinaat/MEK Pärnu
- 1986 : Zvezda Tallinn
- 1987 : Tempo Tallinn
- 1988 : Norma Tallinn
- 1989 : Zvezda Tallinn
- 1990 : TVMK Tallinn
- 1991 : TVMK Tallinn

### Depuis l'indépendance (depuis 1992)
| Saison    | Clubs | Champion            | Champion | Vice-champion       | Vice-champion | Meilleur(s) buteur(s)                                                           |
| Saison    | Clubs | Équipe              | Pts      | Équipe              | Pts           | Meilleur(s) buteur(s)                                                           |
| --------- | ----- | ------------------- | -------- | ------------------- | ------------- | ------------------------------------------------------------------------------- |
| 1992      | 14    | Norma Tallinn       | 12       | EP Jõhvi            | 10            | Sergei Bragin (Norma Tallinn, 18 buts)                                          |
| 1992-1993 | 12    | Norma Tallinn       | 42       | Flora Tallinn       | 34            | Sergei Bragin (Norma Tallinn, 27 buts)                                          |
| 1993-1994 | 11    | Flora Tallinn       | 5        | Norma Tallinn       | 2             | Maksim Gruznov (Narva Trans/Tevalte Tallinn, 21 buts)                           |
| 1994-1995 | 8     | Flora Tallinn       | 41       | Lantana Tallinn     | 40            | Serhiy Morozov (Lantana Tallinn, 25 buts)                                       |
| 1995-1996 | 8     | Lantana Tallinn     | 37       | Flora Tallinn       | 31            | Lembit Rajala (Flora Tallinn, 16 buts)                                          |
| 1996-1997 | 8     | Lantana Tallinn     | 41       | Flora Tallinn       | 38            | Sergei Bragin (Lantana Tallinn, 18 buts)                                        |
| 1997-1998 | 8     | Flora Tallinn       | 37       | Tallinna Sadam      | 31            | Konstantin Nahk (Tallinna Sadam, 18 buts)                                       |
| 1998      | 8     | Flora Tallinn       | 35       | Tallinna Sadam      | 34            | Konstantin Nahk (Tallinna Sadam, 13 buts)                                       |
| 1999      | 8     | Levadia Maardu      | 73       | Tulevik Viljandi    | 53            | Toomas Krõm (Levadia Maardu, 19 buts)                                           |
| 2000      | 8     | Levadia Maardu      | 74       | Flora Tallinn       | 55            | Egidijus Juška (TVMK Tallinn, 24 buts) Toomas Krõm (Levadia Maardu, 24 buts)    |
| 2001      | 8     | Flora Tallinn       | 68       | TVMK Tallinn        | 56            | Maksim Gruznov (Narva Trans, 37 buts)                                           |
| 2002      | 8     | Flora Tallinn       | 64       | Levadia Maardu      | 62            | Andrei Krõlov (TVMK Tallinn, 37 buts)                                           |
| 2003      | 8     | Flora Tallinn       | 76       | TVMK Tallinn        | 65            | Tor Henning Hamre (Flora Tallinn, 39 buts)                                      |
| 2004      | 8     | Levadia Tallinn     | 69       | TVMK Tallinn        | 63            | Vjatšeslav Zahovaiko (Flora Tallinn, 28 buts)                                   |
| 2005      | 8     | TVMK Tallinn        | 95       | Levadia Tallinn     | 89            | Tarmo Neemelo (TVMK Tallinn, 41 buts)                                           |
| 2006      | 8     | Levadia Tallinn     | 94       | Narva Trans         | 83            | Maksim Gruznov (Narva Trans, 31 buts)                                           |
| 2007      | 8     | Levadia Tallinn     | 91       | Flora Tallinn       | 83            | Dmitri Lipartov (Narva Trans, 30 buts)                                          |
| 2008      | 8     | Levadia Tallinn     | 93       | Flora Tallinn       | 91            | Ingemar Teever (Nõmme Kalju, 23 buts)                                           |
| 2009      | 10    | Levadia Tallinn     | 97       | Sillamäe Kalev      | 76            | Vitali Gussev (Levadia Tallinn, 26 buts)                                        |
| 2010      | 10    | Flora Tallinn       | 91       | Levadia Tallinn     | 86            | Sander Post (Flora Tallinn, 24 buts)                                            |
| 2011      | 10    | Flora Tallinn       | 86       | Nõmme Kalju         | 79            | Aleksandrs Čekulajevs (Narva Trans, 46 buts)                                    |
| 2012      | 10    | Nõmme Kalju         | 92       | Levadia Tallinn     | 83            | Vladislav Ivanov (Sillamäe Kalev/Narva Trans, 23 buts)                          |
| 2013      | 10    | Levadia Tallinn     | 91       | Nõmme Kalju         | 84            | Vladimir Voskoboinikov (Nõmme Kalju, 23 buts)                                   |
| 2014      | 10    | Levadia Tallinn     | 84       | Sillamäe Kalev      | 79            | Evgeny Kabaev (Sillamäe Kalev, 36 buts)                                         |
| 2015      | 10    | Flora Tallinn       | 84       | Levadia Tallinn     | 76            | Ingemar Teever (Levadia Tallinn, 24 buts)                                       |
| 2016      | 10    | FC Infonet Tallinn  | 80       | Levadia Tallinn     | 78            | Evgeny Kabaev (Sillamäe Kalev, 25 buts)                                         |
| 2017      | 10    | Flora Tallinn       | 90       | Levadia Tallinn     | 84            | Albert Prosa (Levadia Tallinn, 27 buts) Rauno Sappinen (Flora Tallinn, 27 buts) |
| 2018      | 10    | Nõmme Kalju         | 86       | Levadia Tallinn     | 84            | Liliu (Nõmme Kalju, 31 buts)                                                    |
| 2019      | 10    | Flora Tallinn       | 90       | Levadia Tallinn     | 78            | Erik Sorga (FC Flora Tallinn, 31 buts)                                          |
| 2020      | 10    | Flora Tallinn       | 80       | Paide Linnameeskond | 64            | Rauno Sappinen (FC Flora Tallinn, 26 buts)                                      |
| 2021      | 10    | FCI Levadia Tallinn | 78       | FC Flora Tallinn    | 77            | Henri Anier (Paide Linnameeskond, 26 buts)                                      |
| 2022      | 10    | Flora Tallinn       | 97       | Levadia Tallinn     | 79            | Zakaria Beglarishvili (Levadia Tallinn, 21 buts)                                |
| 2023      | 10    | Flora Tallinn       | 79       | Levadia Tallinn     | 77            | Tristan Koskor (en) (Narva Trans, 16 buts)                                      |
| 2024      | 10    | FCI Levadia Tallinn | 87       | Nõmme Kalju         | 72            | Alex Tamm (Nõmme Kalju, 28 buts)                                                |

1. ↑  Le championnat 1993-1994 fut décidé par une finale entre les deux premiers du classement.

## Bilan par clubs
Depuis l'indépendance, après la saison 2024
| Club                | 1er | 2e | 3e | Édition(s) remportée(s)                                                                           |
| ------------------- | --- | -- | -- | ------------------------------------------------------------------------------------------------- |
| Flora Tallinn       | 15  | 7  | 6  | 1993–94, 1994–95, 1997–98, 1998, 2001, 2002, 2003, 2010, 2011, 2015, 2017, 2019, 2020, 2022, 2023 |
| Levadia Tallinn     | 11  | 11 | 3  | 1999, 2000, 2004, 2006, 2007, 2008, 2009, 2013, 2014, 2021, 2024                                  |
| Nõmme Kalju         | 2   | 3  | 4  | 2012, 2018                                                                                        |
| Lantana Tallinn     | 2   | 1  | 2  | 1995–96, 1996–97                                                                                  |
| Norma Tallinn       | 2   | 1  | -  | 1992, 1992–93                                                                                     |
| TVMK Tallinn        | 1   | 3  | 5  | 2005                                                                                              |
| Infonet Tallinn     | 1   | -  | -  | 2016                                                                                              |
| Sillamäe Kalev      | -   | 2  | 1  |                                                                                                   |
| Tallinna Sadam      | -   | 2  | 1  |                                                                                                   |
| Narva Trans         | -   | 1  | 6  |                                                                                                   |
| Paide Linnameeskond | -   | 1  | 3  |                                                                                                   |
| Viljandi Tulevik    | -   | 1  | 1  |                                                                                                   |
| Eesti Põlevkivi     | -   | 1  | -  |                                                                                                   |
| Nikol Tallinn       | -   | -  | 2  |                                                                                                   |
| Tallinna Kalev      | -   | -  | 1  |                                                                                                   |

## Compétitions européennes

### Classement du championnat
Le tableau ci-dessous récapitule le classement de l'Estonie au coefficient UEFA depuis 1993. Ce coefficient par nation est utilisé pour attribuer à chaque pays un nombre de places pour les compétitions européennes ainsi que les tours auxquels les clubs doivent entrer dans la compétition.
| 1993 | 1994 | 1995 | 1996 | 1997 | 1998 | 1999 | 2000 | 2001 | 2002 | 2003 | 2004 | 2005 | 2006 | 2007 | 2008 | 2009 | 2010 | 2011 | 2012 | 2013 | 2014 | 2015 | 2016 | 2017 | 2018 | 2019 | 2020 | 2021 | 2022 | 2023 | 2024 | 2025 |
| ---- | ---- | ---- | ---- | ---- | ---- | ---- | ---- | ---- | ---- | ---- | ---- | ---- | ---- | ---- | ---- | ---- | ---- | ---- | ---- | ---- | ---- | ---- | ---- | ---- | ---- | ---- | ---- | ---- | ---- | ---- | ---- | ---- |
| 39   | 43   | 46   | 46   | 41   | 39   | 38   | 38   | 39   | 41   | 45   | 46   | 44   | 43   | 42   | 41   | 42   | 43   | 45   | 47   | 49   | 50   | 48   | 47   | 43   | 42   | 46   | 51   | 53   | 45   | 47   | 48   | 45   |

Le tableau suivant affiche le coefficient actuel du championnat estonien.
| Rang | Pays          | 2020-2021 | 2021-2022 | 2022-2023 | 2023-2024 | 2024-2025 | Coefficient |
| ---- | ------------- | --------- | --------- | --------- | --------- | --------- | ----------- |
| 43   | Lituanie      | 1,625     | 1,750     | 2,375     | 1,125     | 1,250     | 8,125       |
| 44   | Liechtenstein | 0,500     | 0,000     | 6,500     | 0,500     | 0,500     | 8,000       |
| 45   | Estonie       | 1,375     | 3,666     | 1,166     | 0,125     | 1,625     | 7,957       |
| 46   | Albanie       | 2,000     | 1,625     | 0,875     | 2,125     | 1,250     | 7,875       |
| 47   | Monténégro    | 1,625     | 0,750     | 1,000     | 1,333     | 2,500     | 7,208       |

### Coefficient des clubs
| Rang | Club                | 2020-2021 | 2021-2022 | 2022-2023 | 2023-2024 | 2024-2025 | Coefficient |
| ---- | ------------------- | --------- | --------- | --------- | --------- | --------- | ----------- |
| 140  | Flora Tallinn       | 2,500     | 4,000     | 1,000     | 2,000     | 2,000     | 11,000      |
| 214  | Paide Linnameeskond | 1,000     | 1,000     | 2,000     | 1,000     | 2,000     | 7,000       |
| 239  | Levadia Tallinn     | 1,000     | 1,500     | 1,500     | 1,000     | 1,500     | 6,500       |